# Kostel svaté Barbory (Valkeřice)
Kostel svaté Barbory ve Valkeřicích byl římskokatolický farní kostel. V letech 1724–1728 jej postavil lipovský stavitel Zacharias Hoffmann (1678–1754). Po druhé světové válce chátral a z popudu Okresního národního výboru v Děčíně byl 11. července 1975 odstřelen.

## Historie
Barokní kostel svaté Barbory postavil v letech 1724–1728 na místě staršího středověkého kostela lipovský stavitel Zacharias Hoffmann (1678–1754). Donátorem stavby byl majitel konojedského panství hrabě František Antonín Špork (1662–1738). Část stavebního materiálu pocházela z místního loveckého zámečku. Zařízení kostela bylo pořizováno postupně ve druhé čtvrtině 18. století. Po skončení druhé světové války a následném vysídlení původních obyvatel obce začal kostel rychle chátrat. V průběhu 60. let 20. století byla většina mobiliáře kostela přesunuta do nedalekých Verneřic, část se však ztratila. O zániku kostela rozhodl na počátku 70. let 20. století Okresní národní výbor v Děčíně. Nejprve znemožnil opravy chátrající stavby a poté, co biskupství požádalo o poskytnutí částky 300 000 korun na rekonstrukci střechy, požádal ministerstvo kultury o zrušení památkové ochrany stavby. O status kulturní památky kostel přišel 29. srpna 1974 a následně začal okresní národní výbor připravovat jeho demolici. Odstřel kostela se uskutečnil 11. července 1975 v 9.45 hodin. Zbořeniště je ve vlastnictví Římskokatolické farnosti Valkeřice, která je spravována excurrendo.

## Popis
Jednolodní orientovaná stavba stála na obdélníkovém půdorysu a zakončoval ji odsazený, půlkruhově zakončený presbytář. Na západní průčelí navazovala hranolová věž, na jižní a severní stěnu sakristie obdélníkového půdorysu s oratořemi v patře. Fasádu členily pilastry a soustava vpadlých polí. Obdélníková okna zakončoval segmentový oblouk, okna průčelí byla obdélníková a věži dominovalo velké okno zakončené půlkruhem. 

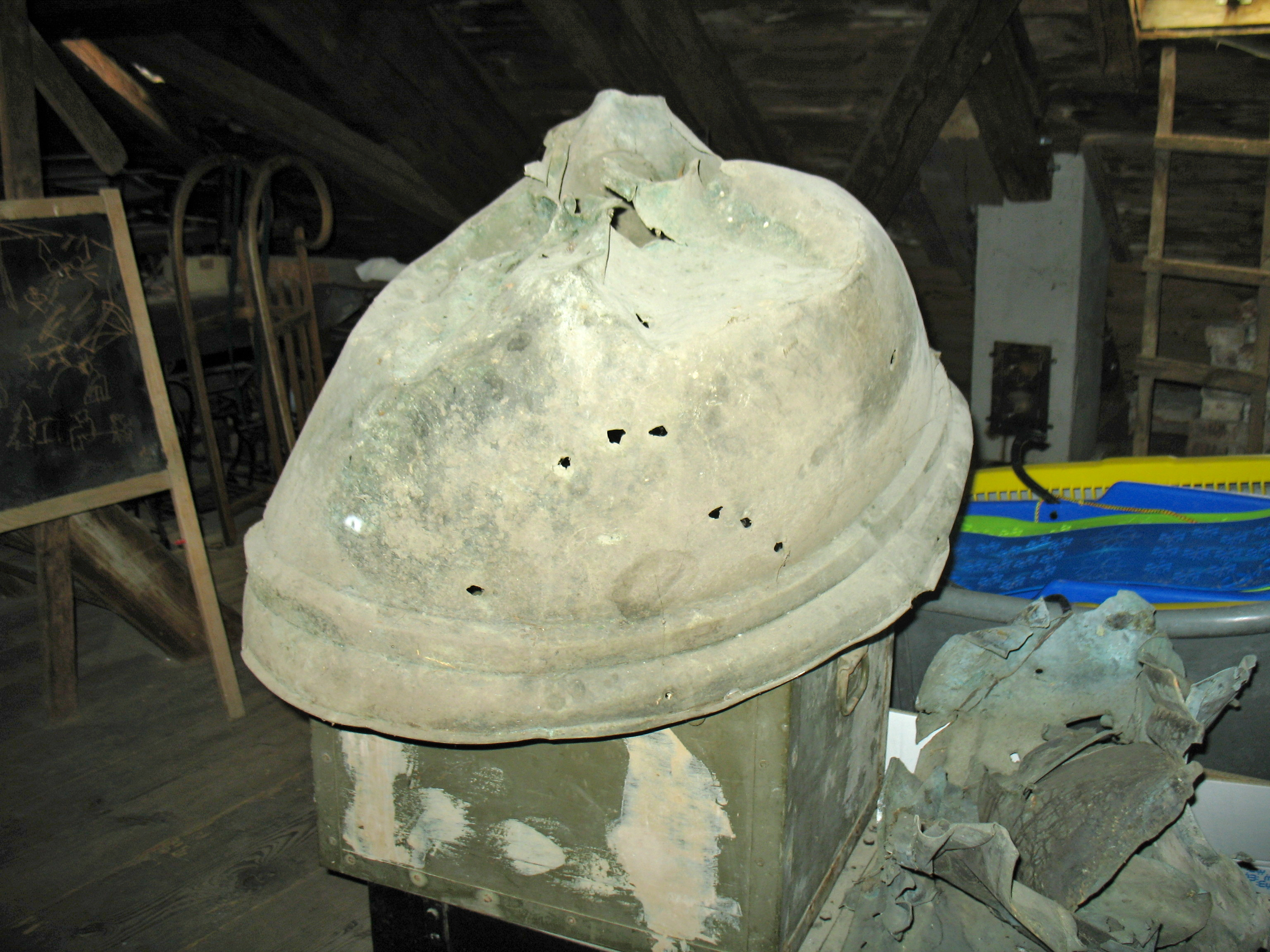
Pozůstatek malé báně z kostelní věže, nalezený v okolí zbořeniště a uložený na půdě valkeřické fary

Loď byla sklenuta třemi poli valené klenby, kterou nesly mohutné vnitřní pilíře. Presbytář zaklenula česká placka zakončená třemi lunetami, presbytář křížová klenba a oratoře v patře byly plochostropé. Trojramenná dvoupatrová kruchta zasahovala do dvou třetin lodi.

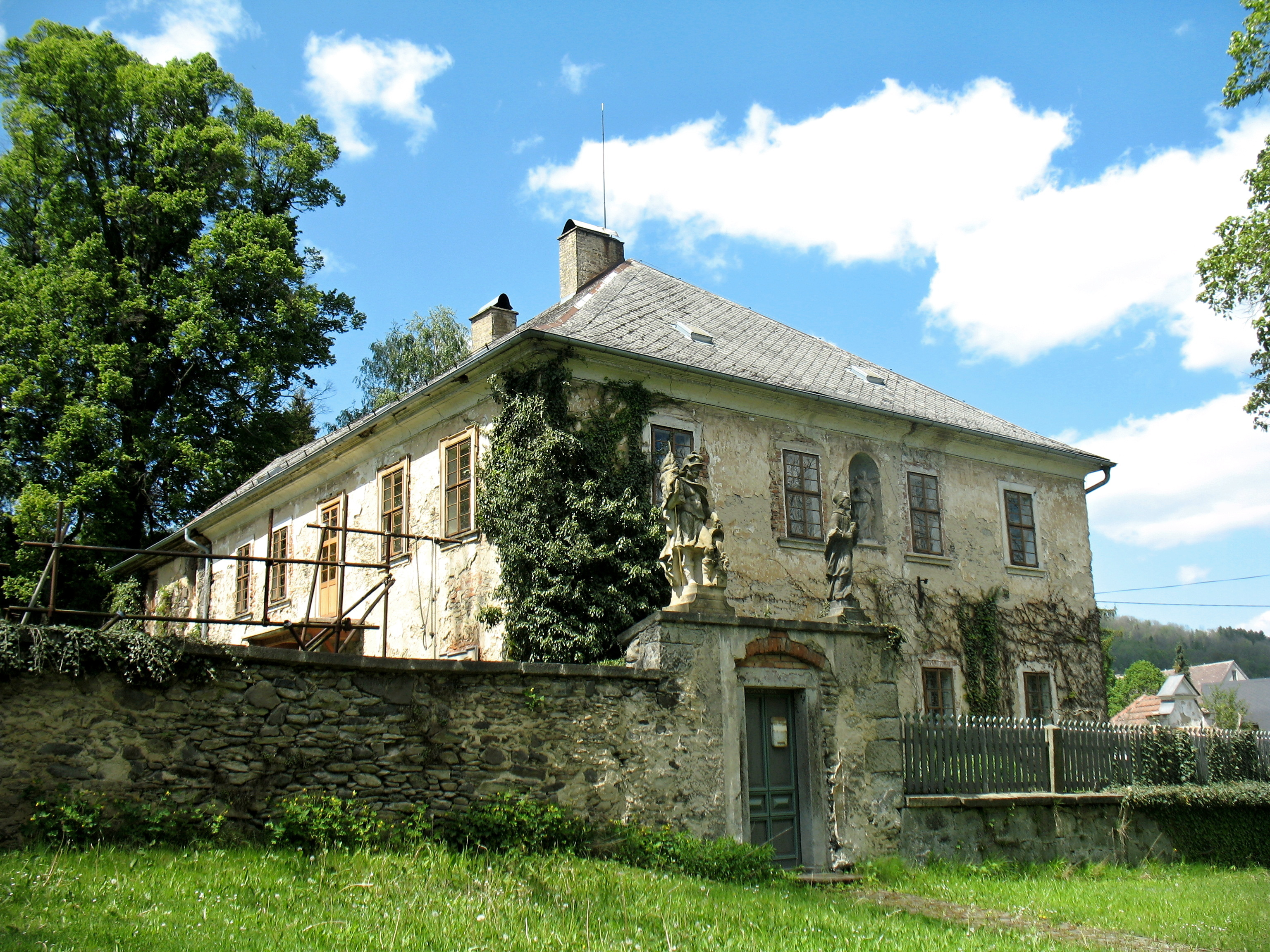
Barokní fara ve Valkeřicích

Mobiliář kostela byl převážně barokní a byl postupně pořizován po dostavbě kostela. Portálový hlavní oltář zdobil titulární obraz od Kryštofa Viléma Tietzeho a sochy svatého Václava, svatého Víta, Boha otce a andělů. Hlavní oltář doplňovaly dvě dvojice protějškových oltářů; v presbytáři to byly oltáře zasvěcené svaté Terezii z roku 1730 a Svaté rodině z roku 1732, v lodi pak oltář Ježíše Krista na Olivetské hoře z roku 1731 a Panny Marie z roku 1735. K výrazným prvkům inventáře patřil krucifix v životní velikosti od Matyáše Bernarda Brauna (1684–1738) z roku 1720 (patrně pocházel z předchozího kostela), kazatelna se sochou Salvator mundi či Boží hrob z roku 1735, pozdně gotická křtitelnice, řada obrazů světců a deset soch světců na konzolách, které pocházely patrně od některého z Braunových žáků. Varhany postavil roku 1729 českokamenický varhanář Tobias Fleck mladší (1671–1751). Měly sedm rejstříků v manuálu a další dva v pedálu. Nástroj zanikl spolu s kostelem. Oltářní obraz svaté Barbory je od roku 2014 umístěn v kostele svaté Anny v Jedlce a krucifix ve sbírce starého umění Národní galerie v Praze.

## Okolí kostela
Kostel obklopoval původní hřbitov ohraničený kamennou zdí, doplněný hřbitovní kaplí, která zanikla spolu s kostelem. Barokní budova fary z roku 1704 je jednoduchá patrová stavba čtvercového půdorysu s mladší přístavbou. Člení ji obdélníková okna a průčelí zdobí nika se sochou svaté Barbory, interiér je plochostropý. Nároží plotu doplňují sochy svatého Jana Nepomuckého a Pieta. Fara je v soukromém vlastnictví.